# Martina Eßer

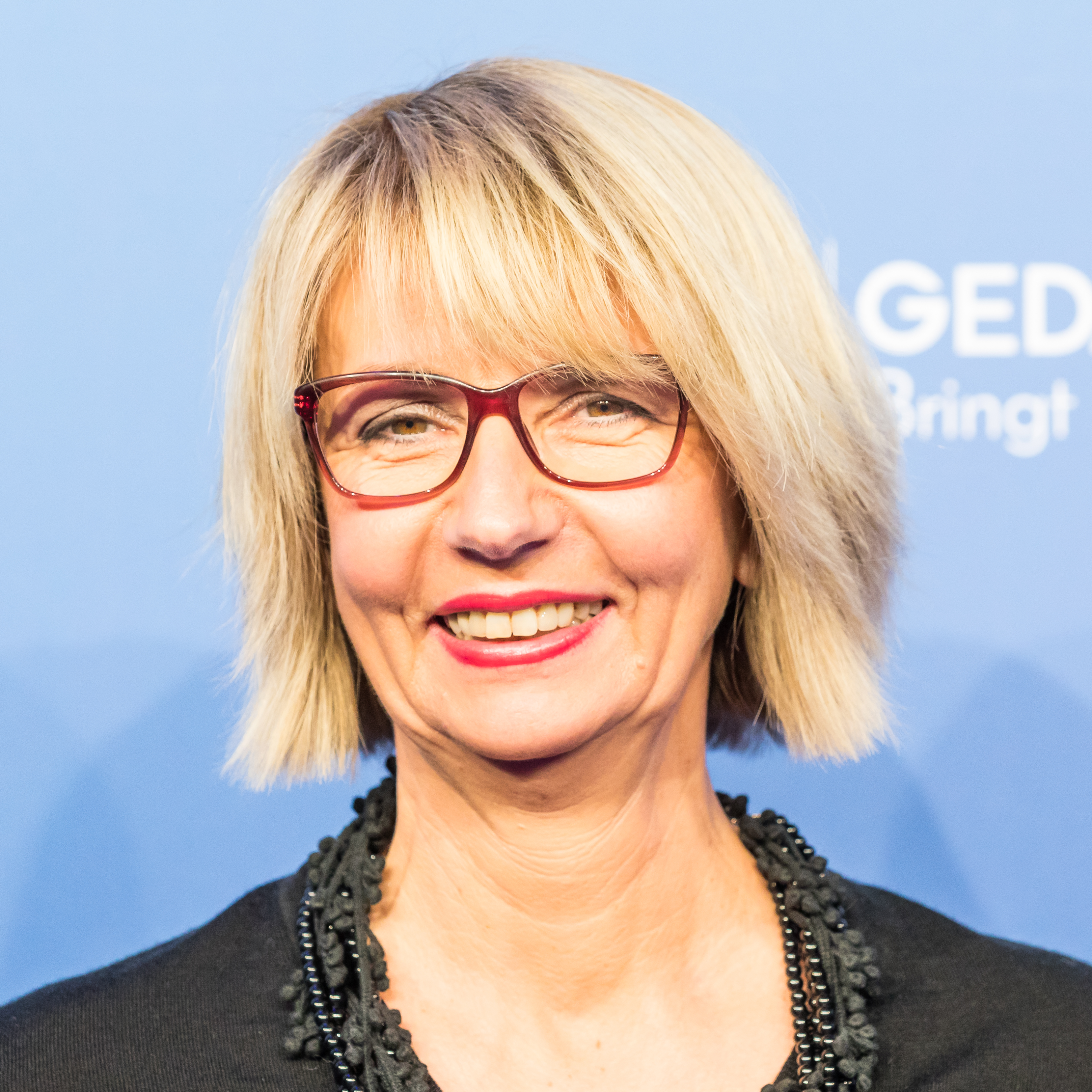
Martina Eßer, 2018

Martina Eßer (* 13. Mai 1960 in Köln) ist eine deutsche Sportmoderatorin.

## Leben
Martina Eßer ist Diplom-Sportlehrerin. Als Leistungssportlerin gewann sie 1978 den Titel der Deutschen Juniorenmeisterin im Badminton und spielte in der Ersten und Zweiten Bundesliga. Ihre journalistische Tätigkeit begann sie während ihres Studiums an der Sporthochschule Köln im Jahr 1985 als Freie Mitarbeiterin des WDR in der Aktuellen Stunde. Ab 1988 übernahm sie auch die Moderation der Sendung, in der sie zunächst an der Seite von Redaktionsleiter Ernst Huberty für die Sportsparte zuständig war. Seit 1991 war sie Moderatorin der Sendung Kopfball, ab dem Folgejahr präsentierte sie die Freitags-Sportschau in der ARD. Es folgte ab April 1993 die Moderation der wöchentlichen Live-Sportformats Querpaß in West 3. und ab 1994 auch des ARD-Frühstücksfernsehens.
Seit 2008 gehört Eßer zum Team der Nachrichtensendung WDR aktuell. Seit 2018 ist sie außerdem als Rednerin für freie Trauungen tätig.

### Privates
Sie ist Mutter zweier erwachsener Söhne und lebt inzwischen wieder in Köln, nachdem sie lange in Essen lebte.